# Меч короля
«Меч короля» (дат. Bastarden; на ранних стадиях производства «Королевская земля» или «Земля короля», буквальный перевод — «Бастард») — исторический фильм 2023 года датского режиссёра Николая Арселя с Мадсом Миккельсеном и Амандой Коллин в главных ролях, экранизация романа Иды Йессен «Капитан и Энн Барбара». Получил ряд наград, в том числе премии «Бодиль» и «Роберт».

## Сюжет
Действие фильма происходит в Дании в середине XVIII века. Король Фредерик V решает освоить обширные пустоши на полуострове Ютландия, чтобы принести на эти земли цивилизацию и увеличить налоговые поступления в казну. Исполнителем этого замысла становится искатель приключений Людвиг фон Кален. Он основывает колонию и начинает выращивать новую для Дании культуру — картофель, но сталкивается с сопротивлением крупнейшего землевладельца в округе Фредерика Шинкеля. Последний принуждает к замужеству свою кузину Эдель, но та обещает выйти за Калена после того, как он добьётся успеха и получит награду от короля.
Убежище у Калена находят Энн Барбара (сбежавшая от Шинкеля служанка) и цыганская девочка Анмаи Мус. Энн Барбара становится сначала экономкой Калена, а потом его возлюбленной. В пустоши удаётся собрать первый урожай картофеля, после чего король присылает немцев-колонистов. Однако те заставляют Калена отослать Анмаи Мус в работный дом, так как считают её ведьмой. Шинкель натравливает на колонию разбойников, Кален убивает их и командовавшего ими офицера. За убийство последнего и самоуправство нерешительный король передаёт пустошь в собственность Шинкеля, последний приказывает схватить Калена и выпороть кнутом. Энн Барбара проникает в дом своего бывшего хозяина и убивает его. Её приговаривают к пожизненной каторге, а Эдель уезжает к отцу в Норвегию.
Освобождённый благодаря заступничеству прогрессивных придворных Кален забирает Анмаи Мус из работного дома. Но та, став взрослой девушкой, уходит от него с женихом-цыганом. Постаревший Кален покидает колонию и на последние деньги устраивает побег для Энн Барбары. В последних кадрах они верхом на коне приближаются к берегу моря…
В основу сценария лёг роман Иды Йессен «Капитан и Энн Барбара». 
Реальный исторический Людвиг фон Кален (дат. Ludvig von Kahlen) в 1755 году действительно построил дом на пустошах в Центральной Ютландии, который назвал Конгенсхус. Но за восемь лет возделывания его земля так и не начала давать хороший урожай, и разочарованный Кален, наконец, сдался и уехал. В 1766 году он стал капитаном воинской части во Фредериксхавне, где и умер в 1774 году.

## В ролях
- Мадс Миккельсен — Людвиг фон Кален
- Аманда Коллин — Энн Барбара
- Симон Беннебьерг — Фредерик Шинкель
- Кристин Куят Торп — Эдель
- Густав Линд — Антон Эклунд
- Якоб Ульрик Ломанн — Траппо
- Мортен Хи Андерсен — Йоханнес Эриксен
- Магнус Креппер — Гектор
- Феликс Крамер — Бальцер
- Мелина Хакберг — Анмаи Мус

## Создание и оценки
Проект был анонсирован в мае 2022 года под названием «Королевские земли» или «Земли короля». Режиссёром стал Николай Арсель, главную роль получил Мадс Миккельсен (он играл в другом фильме Арселя, «Королевский роман»). Сценарий написал сам Арсель совместно с Андерсом Томасом Йенсеном. В производстве участвует компания Zentropa Entertainments, бюджет картины составляет 8 миллионов евро. Съёмки начались в сентябре 2022 года и проходили в Германии, Дании и Чехии.
Первый показ «Меча короля» состоялся на 80-м Венецианском кинофестивале 31 августа 2023 года. 7 сентября 2023 года фильм показали на кинофестивале в Торонто, 5 октября 2023 года он вышел в датский прокат, 18 апреля 2024 года — в российский.
Первые отзывы критиков были противоречивыми. Антон Фомочкин оценил картину на 7 баллов из 10, Тамара Ходова на 6, Денис Виленкин на 3, Зинаида Пронченко — на 1 балл. Последняя написала с иронией, что «Бастарда» в российском прокате следовало бы переименовать не в «Меч короля», а в «Сельский час»: «Мадс Миккельсен бесконечно рыдает над картохой, которая плохо растёт и колосится на датских пустошах 18 века». Для Стаса Тыркина, отметившего убедительную игру Миккельсена, «Меч короля» — «мрачная, но технично исполненная медитация на тему человеческого упорства». На сайте-агрегаторе отзывов Rotten Tomatoes рейтинг фильма составил 96 % при средней оценке 7,9 из 10.
«Меч короля» получил Премию Европейской киноакадемии в трёх номинациях, премию «Роберт» в семи и премию «Бодиль» в четырёх.